# Pacyfikacja wsi Wnory-Wandy
Pacyfikacja wsi Wnory-Wandy – masowy mord na ludności cywilnej, połączony z grabieżą i niszczeniem mienia, dokonany przez okupantów niemieckich 21 lipca 1943 roku we wsi Wnory-Wandy w powiecie wysokomazowieckim.
Wieś spacyfikowano w odwecie za zabicie przez polskich partyzantów komisarza rolnego z Kulesz Kościelnych. Funkcjonariusze SS i niemieckiej żandarmerii zamordowali co najmniej 27 mieszkańców, w tym 19 kobiet i dzieci. Wieś po uprzednim ograbieniu doszczętnie spalono.

## Geneza
Wnory-Wandy leżą w powiecie wysokomazowieckim, nieopodal drogi łączącej Wysokie Mazowieckie z szosą Warszawa – Białystok. W 1943 roku liczyły ok. 40 gospodarstw i ponad 200 mieszkańców. W okresie niemieckiej okupacji we wsi nie działała żadna organizacja konspiracyjna.
W lipcu 1943 roku nieopodal Wnor polscy partyzanci zabili niemieckiego komisarza rolnego z Kulesz Kościelnych. W odwecie władze okupacyjne postanowiły spacyfikować wieś.

## Przebieg pacyfikacji
Wczesnym rankiem 21 lipca Wnory zostały otoczone przez niemiecką ekspedycję karną. Mając w pamięci przeprowadzoną tydzień wcześniej pacyfikację sąsiednich Sikor-Tomkowiąt, ludność obawiała się niemieckich represji, stąd większość mieszkańców nocowała na okolicznych polach i łąkach. Spośród tych, którzy przebywali we wsi, część zaalarmowana warkotem niemieckich silników zdołała zawczasu uciec. Niemcom udało się jednak ująć kilkadziesiąt osób.
Zatrzymanych mieszkańców wyprowadzono z domów i spędzono do stodoły Józefa Wnorowskiego. Kilku mężczyznom polecono wykopać masową mogiłę. Gdy po pewnym czasie odmówili dalszej pracy, dokończyli ją za nich chłopi sprowadzeni z sąsiednich wsi. W międzyczasie z gospodarstw wynoszono inwentarz żywy oraz majątek ruchomy. Po wykopaniu mogiły rozpoczęła się egzekucja. Ofiary prowadzono nad krawędź dołu i rozstrzeliwano ogniem broni maszynowej. Po zakończeniu masakry Niemcy podłożyli ogień pod zabudowania. W płomieniach zginęło wtedy sześcioro Polaków. Zrabowane dobra zawieziono do siedziby komisarza gminnego w Kuleszach Kościelnych.
Trudności budzi ustalenie liczby zamordowanych. W aktach śledztwa prowadzonego przez Okręgową Komisję Badania Zbrodni Hitlerowskich w Białymstoku widnieją nazwiska 27 ofiar. Napis na pomniku wzniesionym we Wnorach informuje o 28 ofiarach; liczbę tę można także znaleźć w niektórych opracowaniach. Z kolei Rejestr miejsc i faktów zbrodni popełnionych przez okupanta hitlerowskiego na ziemiach polskich w latach 1939–1945 wymienia 29 nazwisk, przy czym z niejasnych przyczyn dwa się powtarzają. Inne źródła informują o 32 ofiarach. Z dokumentów OKBZH w Białymstoku wynika, że w gronie ofiar znalazło się trzynaście kobiet i sześcioro dzieci. Najmłodsza ofiara liczyła jeden miesiąc, najstarsza 71 lat. Wieś całkowicie spalono. Niemcy zrabowali m.in. 47 koni, 200 krów, ok. 100 owiec i ok. 150 sztuk trzody chlewnej.
Zbrodni dokonali niemieccy żandarmi z posterunków w Kuleszach Kościelnych, Kobylinie i Rutkach, wsparci przez ekspedycję karną z Białegostoku. Według Jerzego Smurzyńskiego kluczową rolę w akcji pacyfikacyjnej odegrali esesmani ze specjalnej jednostki Kommando „Müller”, odpowiedzialnej za wiele innych zbrodni popełnionych w tym okresie na ziemi łomżyńskiej. Z dokumentów OKBZH w Białymstoku wynika, że w pacyfikacji uczestniczyli m.in. komisarz gminny w Kuleszach Kościelnych – Litzman, komisarz rolny w Kuleszach – Karl Wasch, komendant żandarmerii w Kuleszach – Neumann, jego zastępca – Bezirk, a także żandarmi Borunk (Borünek), Zimmermann, Alojzy Fraszek (Frascheck), Hetke (Hetkie), Muzon i Baumann.

## Epilog
Kilka dni po pacyfikacji polska ludność usypała mogiłę ofiar. Niemcy zakazali odbudowy wsi.
Wnory-Wandy zostały odbudowane po wojnie. W miejscu zbrodni wzniesiono niewielki pomnik.